# Sjeverozapadni savezni okrug
Sjeverozapadni savezni okrug (ruski: Се́веро-За́падный федера́льный о́круг) je jedan od sedam ruskih saveznih okruga.
Sastoji se od sjevernog dijela europskog dijela Ruske Federacije.
Broj stanovnika: 13.974.466 (popis 2002.)
Površina: 1.677.900 km²
Osoba koja trenutačno obnaša dužnost polpreda je Ilja Kljebanov.
Ovaj savezni okrug obuhvaća iduće savezne jedinice: 
- Arhangelska oblast
  - Nenečki autonomni okrug
- Kalinjingradska oblast (bez suhozemne sveze s ostatkom Rusije)
- Lenjingradska oblast
- Murmanska oblast
- Novgorodska oblast
- Pskovska oblast
- Petrograd
- Vologodska oblast

te ruske republike:
- Karelija
- Komi

## Vanjske poveznice
|  | Zajednički poslužitelj ima još gradiva o temi Sjeverozapadni savezni okrug |

- Službena stranica: Rusko savezno katastarsko središte -- Administrativni zemljovidi Ruske Federacije (tumač na ruskome)  Arhivirana inačica izvorne stranice od 2. travnja 2004. (Wayback Machine)
- https://web.archive.org/web/20040404183023/http://baikaland.tripod.com/russia/szfo.html